# Aldarull entre Dinamo Zagreb i Estrella Roja de Belgrad
L'aldarull entre Dinamo de Zagreb i Estrella Roja de Belgrad fou un aldarull futbolístic infame que es produí el dia 13 de maig de 1990 a l'estadi Maksimir de Zagreb, Croàcia, entre els Bad Blue Boys (fans de Dinamo Zagreb) i els Delije ("herois"; fans d'Estrella Roja de Belgrad). L'incident és famós per haver-se produït just unes setmanes abans de les primeres eleccions multipartidistes de Croàcia dels últims 50 anys, a les quals els partits partidaris de la independència croata havien guanyat la majoria dels vots. Els aldarulls acabaren amb més de 60 ferits, algunes víctimes de ganivetades, tirotejats i afectats per gas lacrimogen.

## Precedents del partit
La tensió entre aquests dos clubs sempre fou elevada, ja que tots dos equips es mantenien constantment a les primeres posicions de la lliga de futbol iugoslava i era habitual que un o l'altre guanyessin els campionats nacionals. L'any 1990 aquesta tensió empitjorà a causa de l'augment de tensions a Iugoslàvia. Les primeres eleccions lliures tingueren lloc a la majoria de Iugoslàvia i el comunisme quedà arraconat per partits més basats en l'eix nacional. La segona volta de les votacions a Croàcia tingué lloc el dia 6 de maig, quan la Unió Democràtica Croata guanyà amb Franjo Tuđman. Eslovènia i Croàcia, sota un nou lideratge, foren les forces capdavanteres de l'esforç per reorganitzar Iugoslàvia cap a una confederació, però toparen amb l'oposició de Sèrbia amb Slobodan Milošević i el sistema comunista, encara potent a nivell estatal.
Cap a 3000 membres de Delije es desplaçaren cap a Zagreb. Eren dirigits per Željko Ražnatović, un ultra nacionalista serbi i posterior important cap militar que, segons s'afirma, fou present al partit (fet no confirmat). S'estima que hi havia entre 15000 i 20000 espectadors al partit.

## El conflicte
Fins cap a poques hores abans de l'inici del partit, ja es podia veure un bon nombre de baralles als carrers entre els fans de Dinamo i Estrella Roja. Tanmateix, el gran xoc es produí a dins del mateix estadi Maksimir. Els Delije, a la seva zona, començaren a estripar plafons publicitaris i en un cert moment es dirigiren cap als fans de Dinamo, i els atacaren amb seients i ganivets, amb cants nacionalistes serbis com "Zagreb és serbi" i "Matarem a Tuđman".
Els Blue Bad Boys -provocats per les accions dels seus rivals- intentaren entrar al camp furiosos una hora més tard, però foren atacats ràpidament per la policia sota control serbi que es mostrava indulgent cap als fans visitants; els mètodes de repressió utilitzats per la policia incloïen cops de bastó i gas lacrimogen. En pocs minuts, la situació es descontrolà, ja que la policia no aconseguí retenir per més temps els BBB, i de seguida penetraren al camp a l'encontre de llurs homòlegs serbis. Mentrestant, la policia tornava amb reforços, camionetes blindades i canons d'aigua per dispersar la violència. Més d'una hora després, amb centenars de ferits, totes les baralles s'acabaren.

## La coça de Boban
Enmig de tot el caos, diversos jugadors del Dinamo encara es trobaven al camp, i els jugadors de l'Estrella Roja de Belgrad ja eren als vestidors. Zvonimir Boban, el capità del Dinamo, atacà un policia que atacava un seguidor del Dinamo amb una coça que més endavant fou emulada per Eric Cantona el 1995 contra el Crystal Palace FC. Els BBB de seguida anaren a defensar a Boban, i actuaren com a guardaespatlles. Per aquest sol acte, Boban esdevingué un heroi nacional, i fou considerat un nacionalista croat pels serbis. Fou suspès per la AF de Iugoslàvia durant sis mesos i li obriren expedients criminals, tot i que l'oficial que atacà (que resultà ser un bosnià musulmà) el perdonà públicament per les seves accions anys més tard. Boban afirmà sobre el seu acte: "Jo era allà, una cara pública preparada per arriscar la seva vida, carrera, i tot el que la fama li podia portar, tot per un sol ideal, una causa; la causa croata."

## Després del partit
Aquest aldarull marcà l'inici del final de la Primera Lliga Iugoslava. Durà una temporada més, abans que Eslovènia, Croàcia, la República de Macedònia (avui, Macedònia del Nord) i Bòsnia i Hercegovina s'independitzessin de Iugoslàvia i comencés la guerra (l'aldarull també representà simbòlicament l'inici de la Guerra de la Independència de Croàcia).